# Apollon Limasol
Apollon (Grieks: Απόλλων Λεμεσού) is een op 13 februari 1954 opgerichte omnisportvereniging uit Limasol, Cyprus. De club heeft naast voetbal ook een basketbal en volleybal afdeling.

## Mannen
De club sloot zich aan bij de voetbalbond en werd een jaar later tot de tweede klasse toegelaten. De club deed het niet bijster goed, het volgende seizoen was er crisis bij stadsgenoot en eersteklasser AEL en vele spelers vervoegden de rangen van Apollon. Het was dan ook geen verrassing dat de club los kampioen speelde en naar de hoogste klasse promoveerde waar de club al sinds 1957 verblijft zonder te degraderen.
De eerste jaren waren zwaar maar midden jaren zestig liep het vlotter voor de club en in 1966 werd de eerste beker binnen gehaald. Ook in 1967 won de club de beker, daarna duurde het lang vooraleer de volgende prijs werd binnen gehaald.
In 1991 en 1994 werd de landstitel binnen gehaald. De derde titel liet twaalf jaar op zich wachten maar het was er wel eentje om in te kaderen. Apollon was dat seizoen de enige club in Europa die zich ongeslagen kampioen kroonde.
In januari 2007 werd de Nederlander Gerard van der Lem trainer van de Cypriotische club; twee maanden later vertrok hij er weer. In 2015 was Ton Caanen kort hoofdtrainer.
De club speelde tussen 1975 en 2022 in het Tsirionstadion. Daarna opende de modernere Limasol Arena.

### Erelijst
- Landskampioen (4x)

1991, 1994, 2006, 2022
- Beker van Cyprus

winnaar(9x) : 1966, 1967, 1986, 1991, 2001, 2010, 2013, 2016, 2017
finalist: 1965, 1982, 1987, 1994, 1995, 1998, 2011, 2018
- Super Cup (4x)

2006, 2016, 2017, 2022
- B' Kategoria

1957

### In Europa
Apollon Limasol speelt sinds 1966 in diverse Europese competities. Hieronder staan de competities en in welke seizoenen de club deelnam:
Champions League (2x)
2006/07, 2022/23
Europacup I (1x)
1991/92
Europa League (10x)
2010/11, 2013/2014, 2014/2015, 2015/2016, 2016/2017, 2017/2018, 2018/2019, 2019/20, 2020/21, 2022/23
Conference League (2x)
2021/22, 2022/23
Europacup II (6x)
1966/67, 1967/68, 1982/83, 1986/87, 1992/93, 1998/99
UEFA Cup (6x)
1984/85, 1989/90, 1993/94, 1994/95, 1997/98, 2001/02
Intertoto Cup (1x)
1996

### Bekende (oud-)spelers
Charlison Benschop
 Diego Biseswar
 Marinko Galič
 Kamil Kosowski
 Thomas Lam
 Stefan Majewski
 Hawar Mulla Mohammed
 Beau Molenaar
 Bernard Schuiteman
 Stefano Seedorf
 Antoni Soldevilla

## Vrouwen
Het vrouwenelftal nam vanaf 2009/10 zes opeenvolgende keren deel aan de UEFA Women's Champions League.

### In Europa
| Seizoen | Competitie                     | Ronde | Land                 | Club                     | Uitslagen |
| ------- | ------------------------------ | ----- | -------------------- | ------------------------ | --------- |
| 2009/10 | Champions League               | Q     | Vlag van Israël      | Maccabi Holon            | 4-0       |
|         | toernooi in Limasol en Paphos  | Q     | Vlag van Rusland     | FC Rossiyanka            | 0-1       |
|         |                                | Q     | Vlag van Ierland     | St. Francis FC           | 2-0       |
| 2010/11 | Champions League               | Q     | Vlag van Wit-Rusland | SFK 2000 Sarajewo        | 6-1       |
|         | toernooi in Larnaca en Limasol | Q     | Vlag van Zweden      | Umeå IK                  | 4-1       |
|         |                                | Q     | Vlag van Israël      | ASA Tel Aviv             | 2-4       |
|         |                                | 1R    | Vlag van Rusland     | Zvezda 2005 Perm         | 1-2, 1-2  |
| 2011/12 | Champions League               | Q     | Vlag van Luxemburg   | Progrès Niedercorn       | 14-0      |
|         | toernooi in Larnaca en Limasol | Q     | Vlag van Wales       | Swansea City AFC         | 8-0       |
|         |                                | Q     | Vlag van Oekraïne    | Lehenda-ShVSM Tsjernihiv | 2-1       |
|         |                                | 1R    | Vlag van Tsjechië    | AC Sparta Praag          | 2-2, 1-2  |
| 2012/13 | Champions League               | Q     | Vlag van Faeröer     | KÍ Klaksvík              | 7-0       |
|         | toernooi in Limasol            | Q     | Vlag van Albanië     | KS Ada Velipojë          | 21-0      |
|         |                                | Q     | Vlag van Oekraïne    | Schytlobud-1 Charkov     | 3-0       |
|         |                                | 1R    | Vlag van Italië      | Torres Calcio            | 2-3, 1-3  |
| 2013/14 | Champions League               | Q     | Vlag van Slowakije   | Union Nové Zámky         | 2-0       |
|         | toernooi in Paphos             | Q     | Vlag van Moldavië    | Goliador Chişinău        | 1-0       |
|         |                                | Q     | Vlag van Israël      | ASA Tel-Aviv FC          | 3-0       |
|         |                                | 1R    | Vlag van Oostenrijk  | SV Neulengbach           | 1-2, 1-1  |
| 2014/15 | Champions League               |       |                      |                          |           |